# Bódva
Bódva (ungerska) eller Bodva (slovakiska) är ett vattendrag i östra Slovakien och nordöstra Ungern.